# Chocholná-Velčice
Chocholná-Velčice es un municipio del distrito de Trenčín en la región de Trenčín, Eslovaquia, con una población estimada a final del año 2024 de 1666 habitantes.
Se encuentra ubicado en el centro-norte de la región, cerca del río Váh (cuenca hidrográfica del Danubio) y de la frontera con la República Checa.

## Demografía
| Año        | 1994 | 2004    | 2014    | 2024    |
| ---------- | ---- | ------- | ------- | ------- |
| Población  | 1603 | 1695    | 1701    | 1666    |
| Diferencia |      | +5,73 % | +0,35 % | −2,05 % |

| Año        | 2023 | 2024    |
| ---------- | ---- | ------- |
| Población  | 1672 | 1666    |
| Diferencia |      | −0,35 % |